# Mohamed El Yaagoubi
Moha, właśc. Mohamed El Yaagoubi (ur. 12 września 1977 w Taourit) – marokański piłkarz występujący na pozycji pomocnika.